# Тактика Льва

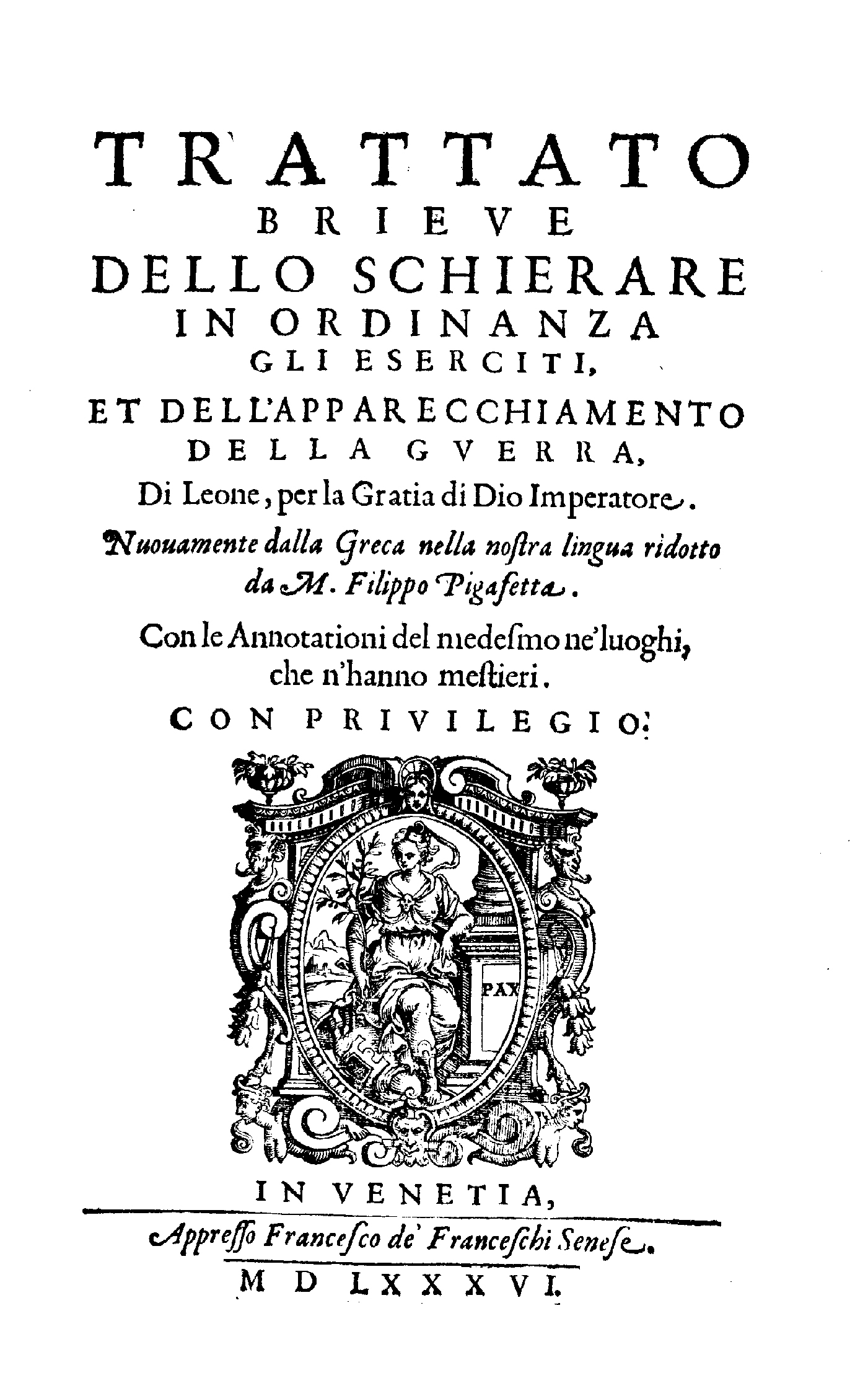
Tactica, sive De instruendis aciebus, 1586

Тактика Льва (греч. Τών έν πολέμοις τακτικών σύντομος παράδοσις, лат. Tactica Leontis ) — византийский военный трактат, составленный императором Львом VI (886—912) около 905 года и посвящённый стратегии и тактике византийской армии и флота. Трактат состоит из 20 глав и описывает состояние византийской военной науки к началу X века, когда перед Византией стояли угрозы со стороны арабов и венгров. Тактика Льва основана на предшествующей полемологической традиции, прежде всего трудах Онасадра и стратегиконе Маврикия. В свою очередь, трактат Льва стал основой для более поздних военных трактатов. В результате исследований французского византиниста А. Дэна выделяют два основных варианта текста — более ранний Lauretienne и на полвека более поздний Ambrosienne. Перевод тактики Льва на русский язык был подготовлен В. В. Кучмой (2012).

## Переводы и издания
Согласно каталогу А. Дэна, известно около 100 рукописей Тактики Льва. Более ранняя версия текста, названная этим исследователем Lauretienne, представлена в 41 рукописи. Более поздняя версия (Ambrosienne) существует в 27 рукописях. Также известны 32 рукописи, содержащие частичные извлечения. Наиболее популярными темами извлечений являются «Война против сарацин» (параграфы 109—141 главы XVIII), «Морская война» (глава XIX), «Извлечения по морскому делу» (частично глава XX и эпилог), «Извлечения по тактике» (параграфы 6-33 главы IV).

### На русском языке
- Впервые было издано в переводе И. Ф. Копиевского в Амстердаме в 1700 году под названием «Краткое собрание Льва Миротворца, августейшего греческого кесаря, показующее воинских дел обучение».
- Лев VI Мудрый. Тактика Льва = Leons imperatoris tactica / Издание подготовил д.и.н. проф. В. В. Кучма(†). — СПб.:  Алетейя, 2012. — 368 с. — (Византийская библиотека. Источники). — 1000 экз. — ISBN 978-5-91419-747-3.